# Република Македонија на Европском првенству у атлетици на отвореном 2014.
Македонија је учествовала на Европском првенству у атлетици на отвореном 2014. одржаном у Цириху од 12. до 17. августа. Ово је било шесто европско првенство у атлетици на отвореном од кад је Македонија стекла своју независност. Репрезентацију Македоније представљало је двоје спортиста (1 мушкарац и 1 жена) који су се такмичили у две дисциплине.
На овом првенству представници Македоније нису освојили ниједну медаљу, нити је оборен неки рекорд.

## Учесници
| Мушкарци: - Ристе Пандев — 200 м | Жене: - Христина Ристеска — 400 м |  |

## Резултати

### Мушкарци
| Атлетичар    | Дисциплина | Лични рекорд | Квалификације | Квалификације | Полуфинале           | Полуфинале           | Финале               | Финале       | Детаљи |
| Атлетичар    | Дисциплина | Лични рекорд | Резултат      | Место         | Резултат             | Место                | Резултат             | Место        | Детаљи |
| ------------ | ---------- | ------------ | ------------- | ------------- | -------------------- | -------------------- | -------------------- | ------------ | ------ |
| Ристе Пандев | 200 м      | 21,65 НР     | 21,75         | 8 у гр. 1     | Није се квалификовао | Није се квалификовао | Није се квалификовао | 29 / 31 (32) |        |

### Жене
| Атлетичар         | Дисциплина | Лични рекорд | Квалификације | Квалификације | Полуфинале            | Полуфинале            | Финале                | Финале  | Детаљи |
| Атлетичар         | Дисциплина | Лични рекорд | Резултат      | Место         | Резултат              | Место                 | Резултат              | Место   | Детаљи |
| ----------------- | ---------- | ------------ | ------------- | ------------- | --------------------- | --------------------- | --------------------- | ------- | ------ |
| Христина Ристеска | 100 м      | 58,44        | 57,47 ЛР      | 8 у гр. 3     | Није се квалификовала | Није се квалификовала | Није се квалификовала | 29 / 29 |        |